# رابح درياسة
رابح درياسة (1 يوليو 1934 - 8 أكتوبر 2021)، هو مغنٍ ومؤلف موسيقي وملحن وكاتب كلمات جزائري من رواد وعباقرة الأغنية الجزائرية الأصيلة، مُتشبع بالطابع الشعبي الجزائري البدوي الأصيل. ولد في 1 يوليو/تموز 1934 في عاصمة الورود البليدة.

## مشواره الغنائي
بدأ مشواره الغنائي سنة 1953 بعد أن عمل في الكثير من الميادين لكن الفن كان المحطة الأبرز في تاريخه، حيث غنى للوطن والحب والجمال والأغنية الحكيمة. أدى الأغنية البدوية والجزائرية الملتزمة والمحترمة. حظي الشيخ رابح درياسة بمكانة مميزة لدى الجمهور في الجزائر والخارج لسلامة وعذوبة أغانيه الخالية من الكلمات الماجنة ويحترمه كل الجزائريين بجميع مستوياتهم.

## عائلته
عرف من عائلته ابنه المغني عبدو درياسة.

## من أشهر أغانيه
لدى الشيخ رابح درياسة أكثر من مئة أغنية ولكن أشهرها:
- الممرضة
- التفاحة
- نبغيك نبغيك
- نجمة قطبية
- القمري
- يا محمد
- يا راشدة
- يا عبد القادر
- أولاد بلادي
- الساعة
- يا قاري سورة النساء

## وفاته
تُوفي صباح يوم الجمعة 2 ربيع الأول 1443هـ المُوافق فيه 8 أكتوبر 2021م عن 87 سنة.

## وصلات خارجية
- رابح درياسة على موقع ميوزك برينز (الإنجليزية)
- رابح درياسة على موقع ديسكوغز (الإنجليزية)